# Krankenhäuser Stettins
Die Krankenhäuser Stettins gehören zur Pommerschen Medizinischen Universität Stettin. Sie sind Nachfolgeeinrichtungen von fünf Stettiner Krankenhäusern aus deutscher Zeit.
| Name bis 1945                        | Lage                                             | Heutiger Name                                                | Bemerkungen                                                                                |
| ------------------------------------ | ------------------------------------------------ | ------------------------------------------------------------ | ------------------------------------------------------------------------------------------ |
| Rote-Kreuz-Hospital                  | am Deutschen Berg, links der Oder                | Städtisches Krankenhaus Nr. 1, benannt nach T. M. Sokolowski |                                                                                            |
| Städtisches Krankenhaus Stettin      | Pommerensdorf, links der Oder                    | Städtisches Krankenhaus Nr. 2                                | durch Luftangriffe der RAF im II. WK zerstört, wiederaufgebaut                             |
| Kückenmühler Anstalten (Psychiatrie) | Eckerbergstraße (ulica Arkońska), links der Oder | Woiwodschaftskrankenhaus Westpommern                         | Nephrologie, Dialyse, Transplantation                                                      |
| Tuberkulosekrankenhaus Hohenkrug     | Zdunowo (Stettin), rechts der Oder               | Hospital Zdunowo, benannt nach A. v. Sokolowski              | Pneumologie, Tuberkulose, Thoraxchirurgie (T. Grodzki); seit 1968 auch Orthopädie (T. Żuk) |
| Landesfrauenklinik Stettin           | Piotr-Skarga-Straße, links der Oder              | 109. Militärkrankenhaus, lange auch Frauenklinik             |                                                                                            |